# August Nunhofer
August Nunhofer (* 9. März 1881 in Nürnberg; † nach 1947) war ein deutscher Politiker (NSDAP). Er war von 1933 bis 1945 Bezirksamtsvorstand bzw. ab 1939 Landrat in Hersbruck.

## Leben
Nach dem Schulbesuch studierte Nunhofer bis 1905 Rechtswissenschaften an der Universität Erlangen. Dort wurde er 1902 Mitglied des Corps Bavaria Erlangen. Von 1905 bis 1908 befand er sich im Vorbereitungsdienst und legte am 14. Dezember 1908 die juristische große Staatsprüfung ab. 1912 wurde er Akzessist bei der Regierung Mittelfranken und 1916 Bezirksamtsassessor in Frankenthal. 1922 erfolgte seine Ernennung zum Bezirksamtmann in Kempten und 1927 wurde er zum Regierungsrat befördert. Am 1. Februar 1933 erfolgte seine Ernennung zum Bezirksamtsvorstand in Hersbruck. Diese Funktion wurde zum 1. Januar 1939 in Landrat umbenannt. Zum 1. August 1935 war er der NSDAP beigetreten (Mitgliedsnummer 3.689.433). Am 19. April 1945 wurde Nunhofer aus dem Staatsdienst entlassen und in Hersbruck interniert. Im Entnazifizierungsverfahren durch die Spruchkammer des Lagers Hersbruck wurde er als Mitläufer eingestuft und zum 14. April 1948 wieder in den Staatsdienst eingestellt und gleichzeitig in den Ruhestand versetzt.